# Ivan Skobrev
Ivan Alexandrovič Skobrev (rusky Ива́н Алекса́ндрович Ско́брев; * 8. února 1983 Chabarovsk, Ruská SFSR) je bývalý ruský rychlobruslař.

## Sportovní kariéra
Na mistrovství světa juniorů poprvé startoval v roce 2000 (25. místo), o dva roky později již na tomto šampionátu získal stříbrnou medaili. V březnu 2002 poprvé nastoupil do závodů Světového poháru, o rok později debutoval na seniorském Mistrovství světa na jednotlivých tratích, kde v závodě na 1500 m skončil devátý. Na evropském šampionátu 2004 se umístil na páté příčce, podobných umístění dosáhl v této soutěži i v několika následujících letech. Startoval na Zimních olympijských hrách 2006 (1500 m – 6. místo, 5000 m – 11. místo, 10 000 m – 6. místo, závod družstev – 5. místo). První seniorský cenný kov získal na Mistrovství světa na jednotlivých tratích 2007, kde pomohl ruskému týmu z bronzové medaili. Jeho nejúspěšnějšími sezónami byly ročníky 2009/2010 a 2010/2011, kdy vybojoval zlato (2011) a bronz (2010) na evropských šampionátech, zlato na Mistrovství světa ve víceboji 2011 a dva bronzy z tratí 5000 a 10 000 m na Mistrovství světa na jednotlivých tratích 2011. Ze zimní olympiády 2010 si navíc přivezl stříbro z 10km distance a bronz z poloviční trati, na patnáctistovce byl čtvrtý. Další cenné kovy ze světových šampionátů na jednotlivých tratích získal i v následujících sezónách. Zúčastnil se také zimní olympiády 2014, kde se v závodě na 5000 m umístil na 7. místě, na trati 1500 m byl osmnáctý a ve stíhacím závodě družstev skončil s ruským týmem šestý. Po ZOH 2014 ukončil aktivní sportovní kariéru.
V prosinci 2017 oznámil Mezinárodní olympijský výbor, že Skobrev je součástí ruského dopingového skandálu na ZOH v Soči. Ve všech třech závodech, které tam absolvoval, byl zpětně diskvalifikován, a byl doživotně vyloučen z olympijských her. Po hromadném odvolání ruských sportovců byla na začátku února 2018 jeho diskvalifikace a vyloučení z OH Mezinárodní sportovní arbitráží kvůli nedostatku důkazů zrušena.